# Saint-Jean-de-la-Haize
Saint-Jean-de-la-Haize ist eine französische Gemeinde mit 538 Einwohnern (Stand: 1. Januar 2022) im Département Manche in der Region Normandie. Sie gehört zum Arrondissement Avranches und zum Kanton Avranches. Die Einwohner werden Saint-Jeannais genannt.

## Geographie

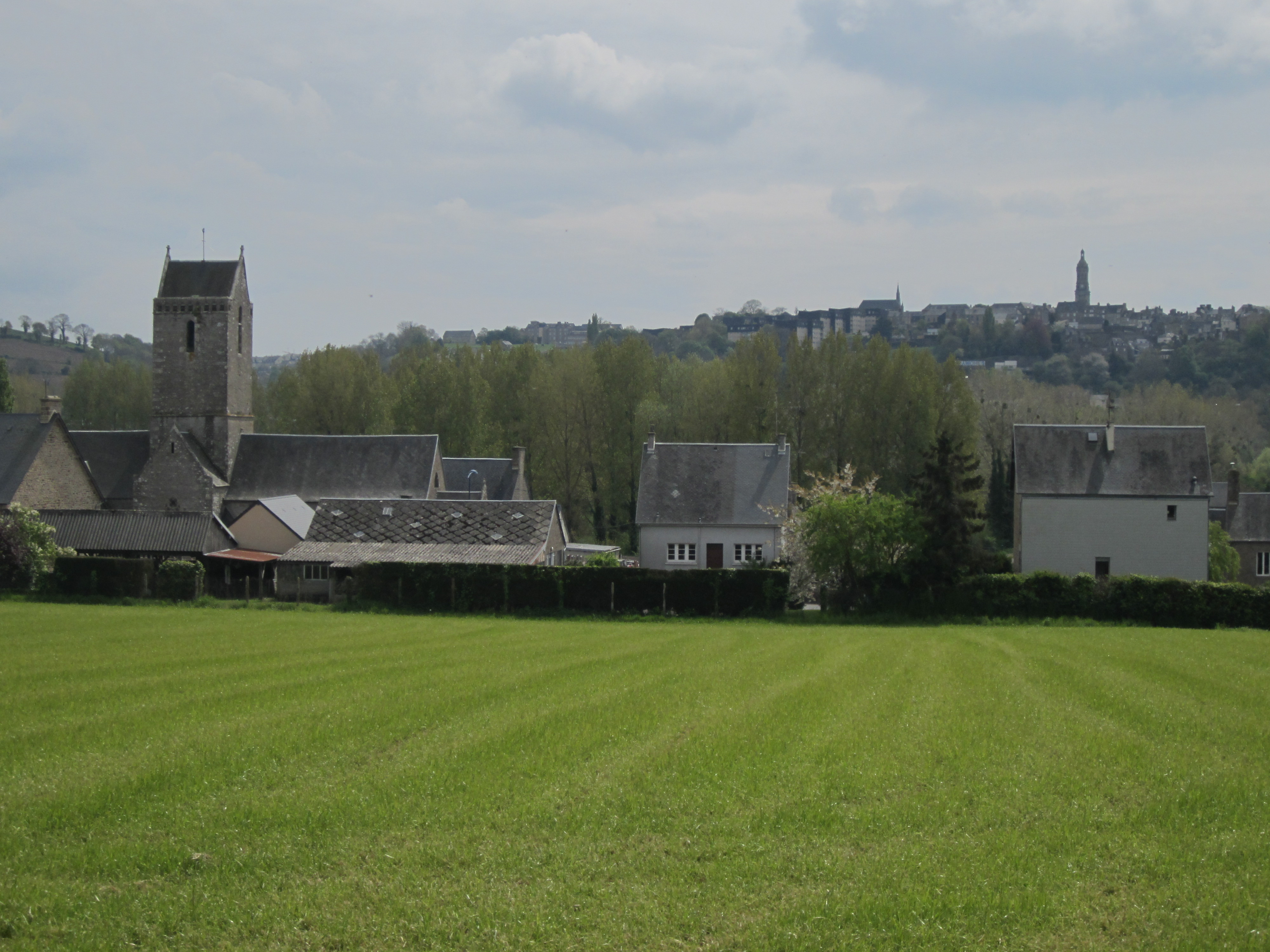
Blick auf die Ortschaft

Saint-Jean-de-la-Haize liegt nahe der Atlantikküste. Die Gemeinde wird im Süden durch den Fluss Sée und im Westen durch dessen Zufluss Braize begrenzt. Umgeben wird Saint-Jean-de-la-Haize von den Nachbargemeinden Subligny im Norden und Nordwesten, Le Luot im Nordosten, Chavoy im Osten und Nordosten, Ponts im Osten, Avranches im Süden, Marcey-les-Grèves im Westen und Südwesten sowie Lolif im Westen und Nordwesten.

## Bevölkerungsentwicklung
| Jahr                       | 1962 | 1968 | 1975 | 1982 | 1990 | 1999 | 2006 | 2012 | 2018 |
| Einwohner                  | 460  | 479  | 451  | 459  | 437  | 399  | 476  | 496  | 523  |
| Quellen: Cassini und INSEE |      |      |      |      |      |      |      |      |      |

## Sehenswürdigkeiten
- Kirche Saint-Jean-Baptiste mit zwei Statuen, die als Monument historique geschützt sind
- Kapelle Le Châtelier aus dem 16. Jahrhundert

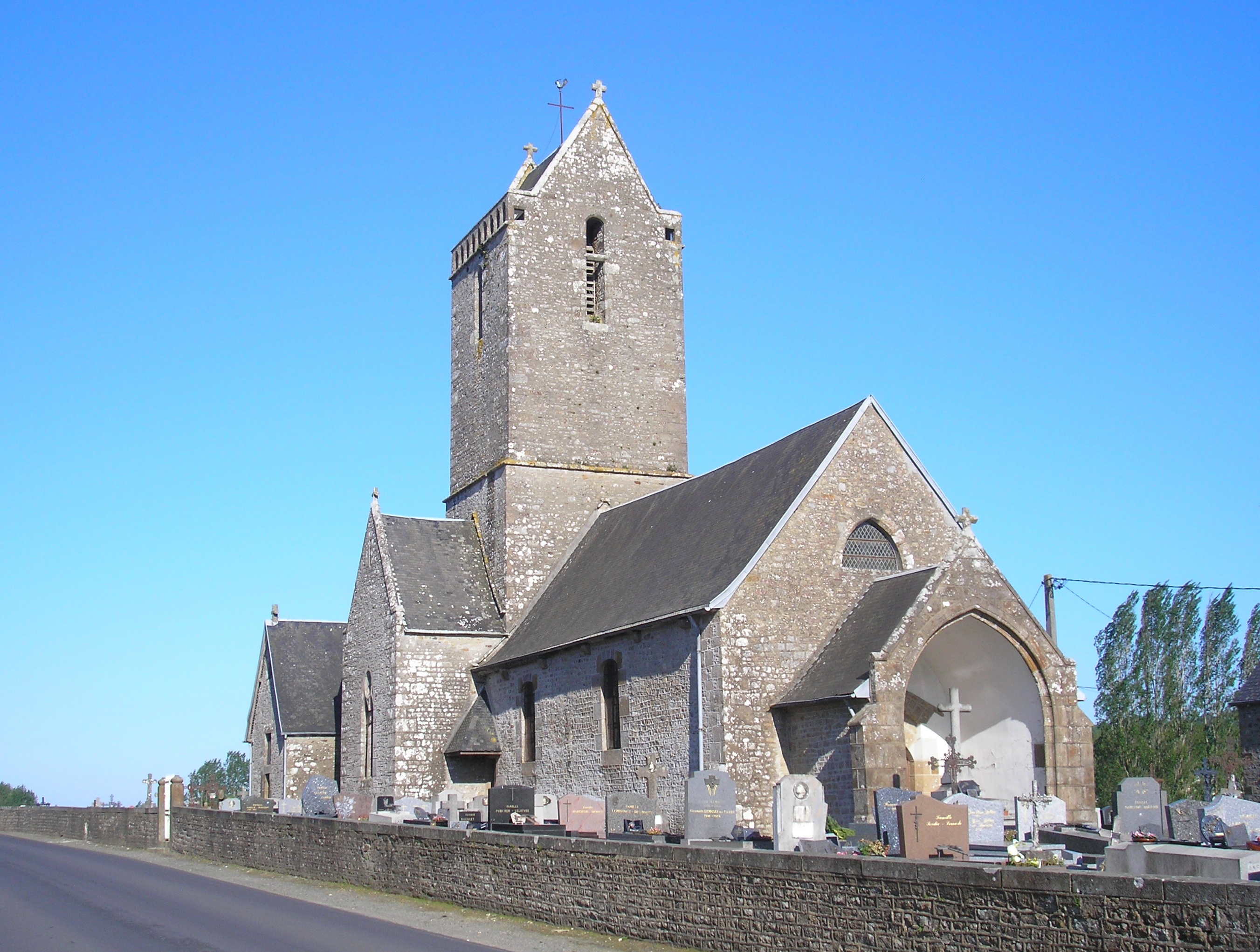
Kirche Saint-Jean-Baptiste